# Zebrahead
Zebrahead – zespół grający punk rock z domieszką rapcore’u i funku pochodzący z Orange County w Kalifornii, założony w 1995 roku.
Zespół zagrał wraz z Simple Plan 10 listopada 2008 roku w warszawskiej Stodole, następnie w 2011 roku na Woodstocku. W 2012 roku panowie wrócili do Polski na kolejne dwa koncerty: 23 maja w warszawskiej Proximie i dzień później, 24 maja, w klubie Estrada w Bydgoszczy. 13 czerwca 2016 roku zespół zagrał w klubie Hydrozagadka w Warszawie, a 23 sierpnia 2017 roku na Czad Festiwal w Straszęcinie. Kolejny raz zespół odwiedził Polskę w 2023 roku, kiedy to zagrał 14 sierpnia w Poznaniu w klubie 2 Progi, a dzień później 15 sierpnia w Warszawie w klubie Hydrozagadka. 

## Skład

### Obecni członkowie
- Ali Tabatabaee – rap, wokal (od 1995)
- Adrian Estrella – gitara, wokal (od 2021)
- Ed Udhus – perkusja (od 1995)
- Ben Osmundson – gitara basowa (od 1995)
- Dan Palmer – gitara (od 2013)

### Byli członkowie
- Justin Mauriello – gitara, wokal (1995–2004)
- Greg Bergdorf – gitara (1995–2013)
- Matty Lewis – gitara, wokal (2005-2021)

## Dyskografia
- Zebrahead (1998)
- Waste of Mind (1998)
- Playmate of the Year (2000)
- Stupid Fat Americans (2001)
- MFZB (2003)
- Waste of MFZB (2004)
- Broadcast to the World (2006)
- Not the New Album EP (2008)
- Phoenix (2008)
- Panty Raid (2009)
- Get Nice! (2011)
- Call Your Friends (2013)
- The Early Years – Rivisited (2015)
- Out of Control EP (2015)
- Walk the Plank (2015)
- The Bonus Brothers (2017)
- Brain Invaders (2019)
- Wanna Sell Your Soul? EP (2020)
- III EP (2021)
- II EP (2023)
- I EP (2024)